# Embajada de Filipinas en España
La Embajada de Filipinas en España es la máxima representación diplomática de la República de Filipinas en el Reino de España. Fue establecida en 1951, y desde 1998 su sede está situada en la esquina de las calles Eresma y Guadalquivir en el barrio de El Viso, parte del distrito de Chamartín en el norte de Madrid.

## Historia
Filipinas y España establecieron  relaciones diplomáticas en 1947, un año después de la concesión formal de independencia por parte de Estados Unidos. Filipinas llevó a cabo inicialmente su representación en España mediante una legación encabezada por Manuel Escudero como ministro plenipotenciario.
El 5 de enero de 1951 el presidente Elpidio Quirino elevó la legación a categoría de embajada bajo el ámbito de la Orden Ejecutiva 351, la primera de Filipinas en Europa, también con jurisdicción en Francia e Italia en las que sus capitales albergaban legaciones filipinas. Tres meses después, el 20 de marzo de 1951 ha nombrado Manuel V. Morán, expresidente de la Corte Suprema, como primer embajador de Filipinas a España.
En 1997 compró el gobierno de Filipinas una finca de 1200 metros cuadrados (12 916,7 ft²) en El Viso, un barrio que alberga otras misiones diplomáticas situadas en Madrid, para ser la nueva sede de la misión. Había originalmente una casa solariega de 50 años con dos plantas posteriormente demolida para construir la cancillería, mientras había en el otro lado un establo y un gran jardín, también demolidos para construir la residencia del embajador. La nueva sede fue inaugurado por el presidente Fidel V. Ramos el abril de 1998 después de un año de obras.